# منطق گذرگاه ترانزیستور
در الکترونیک ، منطق گذرگاه  ترانزیستور  (PTL) ، چندین خانواده منطقی مورد استفاده در طراحی مدارهای مجتمع را شرح می دهد. این گذرگاه موجب حذف ترانزیستورهای اضافی شده و تعداد ترانزیستورهای مورد استفاده برای ساخت گیت های منطقی مختلف را کاهش می دهد. ترانزیستورها به‌جای اینکه به‌عنوان کلید مستقیماً به ولتاژهای تغذیه متصل شوند ،به‌عنوان سوئیچ برای گذر سطوح منطقی بین گره‌های مدار استفاده می‌شوند .این موضوع باعث کمتر شدن تعداد دستگاه های فعال می شود، اما این مشکل را به وجود می آورد که اختلاف ولتاژ بین سطوح منطقی بالا و پایین در هر مرحله کم و کمتر می شود. هر ترانزیستور در سری ها ، خروجی شان نسبت به ورودی آنها اشباع کمتری دارد.  اگر چندین دستگاه به صورت سری در یک مسیر منطقی زنجیر وار به هم متصل شوند، ممکن است برای بازگرداندن ولتاژ سیگنال به طور کامل، نیاز به یک گیت معمولی باشد. در حالی که، سیماس (cmos) منطقی معمولی ، ترانزیستورها را سوئیچ می‌کند تا خروجی به یکی از ریل‌های منبع تغذیه (شبیه یک کلکتور باز ) اتصال یابد، بنابراین سطوح ولتاژ منطقی در زنجیره‌های متوالی کاهش نمی‌یابد. شبیه سازی مدارها ممکن است برای اطمینان از عملکرد مناسب مورد نیاز باشد.

## برنامه های کاربردی

یک سلول شش ترانزیستوریحافظه دسترسی ایستای سیماس.

یک فلیپ فلاپ D دارای 10 ترانزیستور سیماس، شبیه به مدارهای مجتمع CD4042 یا CD74HC75.

منطق گذرگاه  ترانزیستور اغلب از ترانزیستورهای کمتری استفاده می کند، بنابراین سریعتر اجرا شده و به توان کمتری نسبت به عملکرد مشابهی که با ترانزیستورهای مشابه در منطق که به طور کامل مکمل ترانزیستور سیماس پیاده سازی می شوند، نیازمند است. 
XOR اگر از گیت های ساده پیاده سازی شود ،بدترین جدول کارنو  را دارد ،پس بیشتر از هر عملکرد دیگری به ترانزیستور نیازمند است. طراحان زد 80 و بسیاری از تراشه‌های دیگر با پیاده‌سازی XOR با استفاده از منطق گذرگاه ترانزیستور به جای گیت‌های ساده، چندین ترانزیستور را نجات دادند. 

## اصول اولیه گذرگاه مدارهای ترانزیستور
گذرگاه ترانزیستور به وسیله یک سیگنال ساعت دوره ای پشتیبانی می شود و به عنوان یک سوئیچ دسترسی برای شارژ یا کاهش شارژ انگلی Cx عمل می کند و وابسته به سیگنال ورودی V in  است. پس دو عملیات مناسب وجود دارد، زمانی که سیگنال ساعت فعال باشد (CK = 1) یعنی انتقال منطقی "1" (شارژ کردن ظرفیت Cx به سطح منطقی بالا) و انتقال منطقی "0" (کاهش شارژ ظرفیت C x به سطح منطقی پایین). در هر حال، خروجی معکوس کننده nMOS وابسته به تخلیه بار ولتاژ Vx، یک سطح منطقی پایین یا یک سطح منطقی بالا را در نظر می گیرد.

## منطق گذرگاه ترانزیستور کامل
برخی از نویسندگان از اصطلاح "منطق گذرگاه ترانزیستور کامل" برای نمایش دادن سبکی از پیاده سازی گیت های منطقی استفاده می کنند که از گیت های انتقال متشکل  از گذرگاه ترانزیستورهای انماس و پی ماس استفاده می کنند. 
سایر نویسندگان از عبارت "منطق گذرگاه ترانزیستور کامل" (CPL) برای نمایش سبکی از پیاده سازی گیت های منطقی استفاده می کنند که در آن هر گیت فقط از یک شبکه گذرگاه ترانزیستور انماس و به دنبال آن از یک معکوس کننده خروجی سیماس تشکیل شده است.
سایر نویسندگان از عبارت "منطق گذرگاه ترانزیستور کامل" (CPL) برای نمایش سبک اجرای گیت های منطقی با استفاده از رمزگذاری دو ریلی استفاده می کنند. هر گیت CPL دارای دو سیم خروجی است، هم سیگنال مثبت و هم سیگنال مکمل، که نیاز به معکوس کننده را از بین می برد.
منطق گذرگاه ترانزیستور کامل یا "منطق عبور ترانزیستور دیفرانسیل" به یک خانواده منطقی اشاره دارد که برای مزیت خاصی طراحی شده است. ابه طور معمول از این خانواده منطقی برای مالتی پلکسرها و لچ ها استفاده می شود.
CPL از ترانزیستورهای سری برای انتخاب بین مقادیر خروجی معکوس احتمالی منطق استفاده می کند که خروجی آن یک دروازه وارونگر(معکوس کننده) را به فعالیت وا می آورد.

## اشکال دیگر
انواع استاتیک و دینامیکی منطق عبور ترانزیستور موجود است، که خواص متفاوتی از نظر سرعت، قدرت و عملکرد ولتاژ پایین دارند.  با کاهش ولتاژ منبع تغذیه مدار مجتمع، معایب منطق گذرگاه ترانزیستور محسوس تر می شود. ولتاژ آستانه ترانزیستورها در مقایسه با ولتاژ تغذیه افزایش می یابد و تعداد مراحل متوالی را به بسیار محدود می کند. از آنجایی که بیشتر اوقات برای کنترل گذرگاه ترانزیستورهای به ورودی های مکمل نیاز است، مراحل منطقی بیشتری مورد نیاز است.

## بیشتر بخوانید
- Weste; Harris (2005). CMOS VLSI Design (3rd ed.). ISBN 0-321-14901-7.
- Pucknell, Douglas A.; Eshraghian, Kamran (1994). Basic VLSI Design (3rd ed.). ISBN 978-81-203-0986-9.

الگو:خانواده های منطق